# Šenturška Gora
Za goro na avstrijskem koroškem glej Šenturška gora (Ulrichsberg) .
Šenturška Gora je naselje v Občini Cerklje na Gorenjskem.